# Reprezentacja Argentyny w rugby 7 kobiet
Reprezentacja Argentyny w rugby 7 kobiet – zespół rugby 7, biorący udział w imieniu Argentyny w meczach i sportowych imprezach międzynarodowych, powoływany przez selekcjonera, w którym mogą występować wyłącznie zawodnicy posiadający obywatelstwo tego kraju, mieszkający w nim, bądź kwalifikujący się ze względu na pochodzenie rodziców lub dziadków. Za jego funkcjonowanie odpowiedzialny jest Unión Argentina de Rugby, członek World Rugby oraz Sudamérica Rugby.
Początki rugby 7 kobiet w Argentynie sięgają roku 2003, a już rok później reprezentacja wystartowała w inauguracyjnych mistrzostwach kontynentu. W 2009 roku Unión Argentina de Rugby podzielił kraj na osiem regionów, z których każdy miał wprowadzić program żeńskiego rugby, spowodowało to do 2013 roku czterokrotny wzrost liczby zawodniczek.

## Turnieje

### Udział wWorld Rugby Women’s Sevens Series
| Rok       | Wynik | Źródło |
| --------- | ----- | ------ |
| 2012/2013 | 15.   |        |
| 2013/2014 | 16.   |        |
| 2014/2015 | –     |        |
| 2015/2016 | –     |        |
| 2016/2017 | 14.   |        |
| 2017/2018 | –     |        |
| 2018/2019 | –     |        |
| 2019/2020 | –     |        |
| 2021/2022 | –     |        |
| 2022/2023 | –     |        |

### Udział wigrzyskach panamerykańskich
| Rok  | Wynik | Źródło |
| ---- | ----- | ------ |
| 2015 | 4.    |        |
| 2019 | 5.    |        |
| 2023 | –     |        |

### Udział wCONSUR Women’s Sevens
| Rok       | Wynik |
| --------- | ----- |
| 2004      | 4.    |
| 2005      | 2.    |
| 2007      | 4.    |
| 2008      | 2.    |
| 2009      | 2.    |
| 2010      | 4.    |
| 2011      | 2.    |
| 2012      | 4.    |
| 2013      | 2.    |
| 2014      | 2.    |
| 2015      | 2.    |
| 2016      | 2.    |
| 2017 (II) | 2.    |
| 2017 (XI) | 2.    |
| 2018      | 2.    |
| 2019 (IV) | 2.    |
| 2019 (VI) | 3.    |
| 2019 (XI) | 2.    |
| 2020      | 5.    |
| 2021      | 3.    |
| 2022      | 3.    |
| 2023 (VI) | 2.    |
| 2023 (X)  | 1.    |
| 2024      | 1.    |